# Mozarabische kunststijl

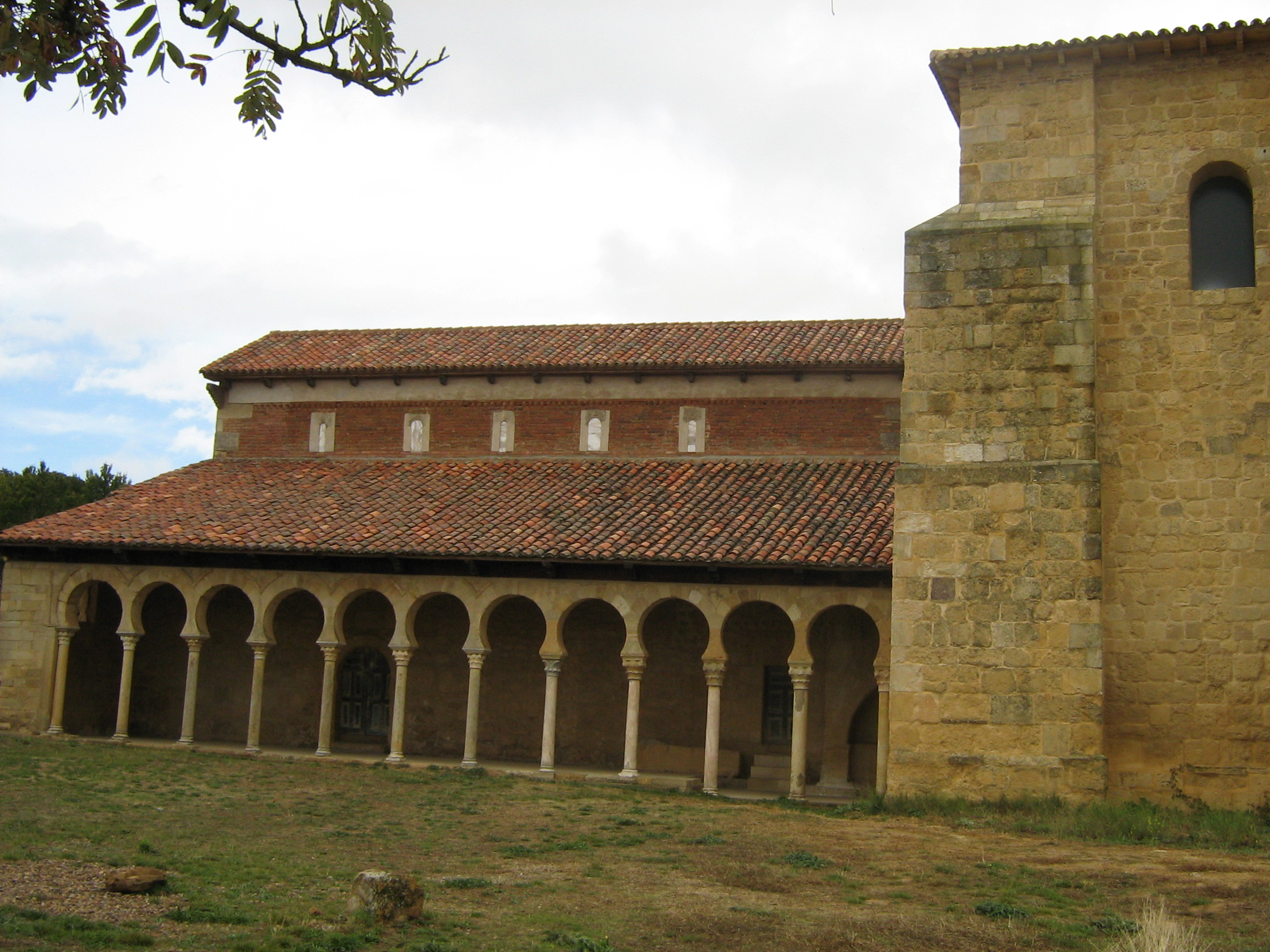
Exterieur kloosterkerk van San Miguel de Escalada

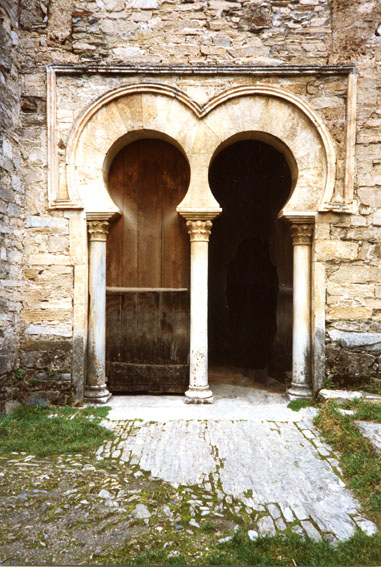
Hoefijzervormige bogen in Santiago de Peñalba

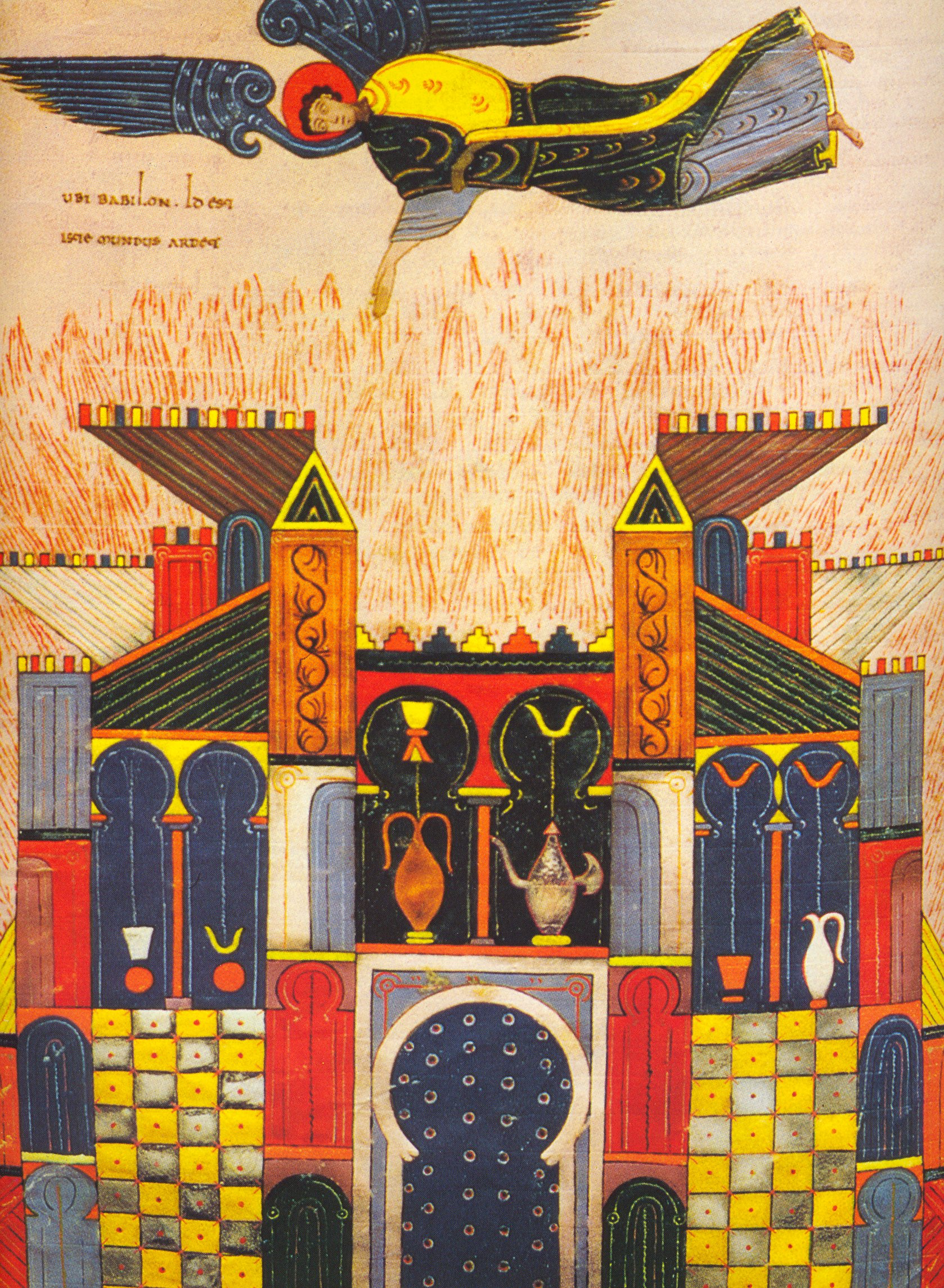
Beatus van Facundus: Het oordeel over Babylon

De Spaanse christenen onder Moorse overheersing, ook wel Mozaraben genoemd, ontwikkelden in de 9e tot de 12e eeuw een eigen kunststijl zowel in de architectuur als de beeldhouwkunst, de ivoorsnijkunst en de handschriftversieringen. Deze kunststijl noemt men mozarabisch.

## Architectuur
Gebouwen in mozarabische stijl zijn vooral terug te vinden in het noorden van Spanje. Daar was de moslim-overheersing minder pertinent aanwezig.
Elementen uit de traditionele volkscultuur werden vermengd met Moorse vormen en motieven.
De hoefijzervormige boog komt frequent voor.
In de buurt van León vindt men de kloosterkerk van San Miguel de Escalada uit 913. Ook de kerk van Peñalba de Santiago uit 937 heeft mozarabische kenmerken.
In de iets later gebouwde romaanse kerken komen soms mozarabische elementen voor. De romaanse San Isidorkerk (11e/12e eeuw) van León heeft in het transept gelobde bogen die wijzen op Moorse invloed.